# Aphilorheithrus
Aphilorheithrus är ett släkte av nattsländor. Aphilorheithrus ingår i familjen Philorheithridae.
Kladogram enligt Catalogue of Life:
| Aphilorheithrus | \| \| Aphilorheithrus decoratus \| \| \| \| \| \| Aphilorheithrus luteolus \| \| \| \| \| \| Aphilorheithrus pauxillus \| \| \| \| \| \| Aphilorheithrus stepheni \| \| \| \| |
|                 | \| \| Aphilorheithrus decoratus \| \| \| \| \| \| Aphilorheithrus luteolus \| \| \| \| \| \| Aphilorheithrus pauxillus \| \| \| \| \| \| Aphilorheithrus stepheni \| \| \| \| |
|                 | Austrheithrus |
|                 | |
|                 | Kosrheithrus |
|                 | |
|                 | Mystacopsyche |
|                 | |
|                 | Philorheithrus |
|                 | |
|                 | Psilopsyche |
|                 | |
|                 | Ramiheithrus |
|                 | |
|                 | Tasmanthrus |
|                 | |
|                 | Aphilorheithrus decoratus |
|                 | |
|                 | Aphilorheithrus luteolus |
|                 | |
|                 | Aphilorheithrus pauxillus |
|                 | |
|                 | Aphilorheithrus stepheni |
|                 | |

|  | Aphilorheithrus decoratus |
|  |                           |
|  | Aphilorheithrus luteolus  |
|  |                           |
|  | Aphilorheithrus pauxillus |
|  |                           |
|  | Aphilorheithrus stepheni  |
|  |                           |